# Робинсон, Портер
Портер Уэстон Робинсон (англ. Porter Weston Robinson; род. 15 июля 1992, Атланта, Джорджия, США) — американский диджей и музыкальный продюсер.

## Биография и карьера
Портер Робинсон родился 15 июля 1992 года в городе Чапел-Хилл, Северная Каролина, и начал писать музыку в возрасте двенадцати лет. На него так сильно повлияла музыка из видеоигр, таких как Dance Dance Revolution, что он начал имитировать эти саундтреки, используя Sony ACID Pro, под своим первым псевдонимом — Ekowraith. Научившись за подростковые годы создавать музыку, Портер выпускает в 2010 году первый сингл «Say My Name» под своим настоящим именем. Признание быстро настигло Портера, как только он подписал контракт с OWSLA — лейблом Скриллекса. Сборник Spitfire выходит в 2011 году, и его появление на Beatport сразу же обрушило сервера магазина. В это же время Робинсон пишет официальные ремиксы для таких артистов, как Леди Гага и Авичи.

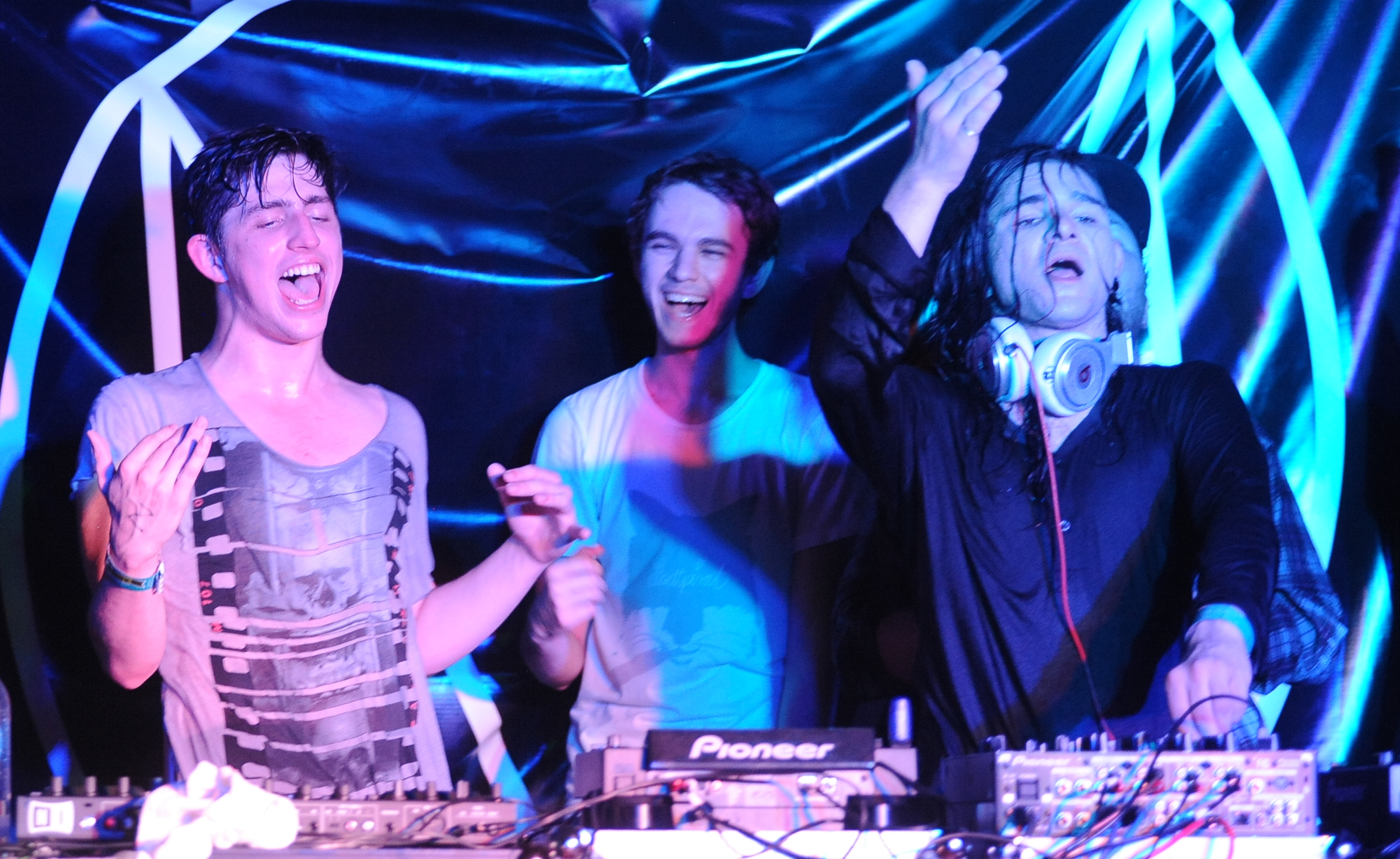
Портер Робинсон, Zedd и Skrillex в 2012 году

За следующие два года Портер выпустил несколько более популярных синглов «Language» (в 2012 году лучший танцевальный трек года TOP1 Progressive House) и «Easy» (появившийся в 2013 году в результате сотрудничества с Mat Zo). Помимо написания музыки Робинсон заслужил устойчивую репутацию отличного диджея. Исколесив всю Северную Америку и Европу в 2012 и 2013 годах, он очень скоро обрёл огромную массу фанатов и вскоре был удостоен чести быть хедлайнером крупнейших фестивалей наряду со Skrillex, Madeon, Tiësto и Deadmau5. Worlds, первый дебютный альбом Портера, был создан вместе с такими музыкантами, как Эми Миллан (Broken Social Scene, Stars), Бриэнн Дюрен (Owl City) и Urban Cone. В нём отразилось его желание писать более наполненную эмоциями и чувствами музыку, с особой атмосферой, возможно, даже больше подходящую для домашнего прослушивания. Worlds попал в топ Billboard 200 под номером 18 и номером 1 в публикации сайта Top Electronic Albums Chart.
На 2017 год занимает 96 место в списке лучших диджеев по версии журнала DJ Magazine.

## Дискография

### Студийные альбомы
| Название  | Детали           | Детали                 | Детали         |
| Название  | Релиз            | Лейбл                  | Формат         |
| --------- | ---------------- | ---------------------- | -------------- |
| Worlds    | 12 августа, 2014 | Astralwerks Virgin EMI | CD LP загрузка |
| Nurture   | 23 апреля, 2021  | Mom + Pop              | CD LP загрузка |
| Smile! :D | 26 апреля, 2024  | Mom + Pop              | CD LP загрузка |

### Ремикс-альбомы
| Название       | Детали              | Детали             | Детали   |
| Название       | Релиз               | Лейбл              | Формат   |
| -------------- | ------------------- | ------------------ | -------- |
| Worlds Remixed | 2 октября 2015 (US) | Astralwerks Virgin | Загрузка |

### Мини-альбомы
| Название                                                                    | Детали           | Детали       | Детали      | Позиция  | Позиция |
| Название                                                                    | Релиз            | Лейбл        | Форматы     | US Dance | US Heat |
| --------------------------------------------------------------------------- | ---------------- | ------------ | ----------- | -------- | ------- |
| Spitfire                                                                    | 13 Сентября 2011 | OWSLA        | CD загрузка | 11       | 10      |
| Spitfire — Bonus Remixes                                                    | 3 июля 2012      | OWSLA        | CD загрузка | —        | —       |
| Virtual Self                                                                | 29 ноября 2017   | Virtual Self | Загрузка    | 8        | 21      |
| «—» означает, что альбом не попал в чарт или не издавался в данном регионе. |                  |              |             |          |         |